# Кожевников Григорій Олександрович
Кожевников Григорій Олександрович (нар. 15 вересня 1866 — 29 січня 1933) — російський (радянський) зоолог, еколог, видатний діяч охорони природи.
Народився Г. О. Кожевников 15 вересня 1866 р. в невеликому містечку Козлові (нині Мічурінськ) Тамбовської губернії в сім'ї заможного, освіченого купця.
Після закінчення в 1884 р. із золотою медаллю 1-ї Московської гімназії Г. О. Кожевніков вступив на фізико-математичний факультет Московського університету, де навчався під керівництвом професора О. П. Богданова.

## Діяльність
Після закінчення університету в 1888 р. залишений на кафедрі зоології і почав працювати в Зоологічному музеї університету: з 1889 р. — на посаді асистента, а в 1904 р. змінив на посту директора музею О. О. Тихомирова. Він залишався директором музею до 1929 р. Очолював кафедру зоології безхребетних біологічного факультету Московського університету, доктор біологічних наук, професор. Один із засновників Всеросійського товариства охорони природи і перший з його голів.
Уже в 1890 р. в «Щоденнику зоологічного відділення» Товариства любителів природознавства було опубліковано його роботу «Будова органів розмноження трутня». У 1900 р. була опублікована його магістерська дисертація «Матеріали з природної історії бджоли». Докторська дисертація Кожевнікова була присвячена питанням походження поліморфізму медоносної бджоли — «Явище поліморфізму у бджоли та інших суспільних комах». Зі своїми учнями І. І. Месяцевим і Л. О. Зенкевичем в 1909—1914 рр. вивчав фауну Баренцового моря, в 1920 р. брав участь в організації Плавучого морського інституту, який знаходився при Зоологічному музеї до 1931 р.
У 1908 р. організував Косинську біологічну станцію. Навесні цього ж року організував першу навчальну зоологічну практику студентів на Севастопольській біологічній станції. Він був одним із творців Сухумського мавпячого розплідника.
Завідував Ізмайловською дослідною пасікою (1910—1920). За словами самого Кожевнікова, ця пасіка була його другим університетом, де він викладав на бджоловодних курсах бджоловодну ботаніку, а в 1918 р. — хімію меду і воску і техніку бджільництва.
У 1911 р., коли багато професорів покинули університет, Г. О. Кожевніков вважаючи, що політика несумісна з наукою і освітою, не подав у відставку.
У 1929 р. був позбавлений посади професора на кафедрі біофаку МДУ, а в 1931 р. — був знятий, з політичних мотивів, з посади завідувача Зоологічним музеєм МДУ. Помер 29 січня 1933 р., під час проведення Всесоюзного з'їзду з охорони природи.

## Внесок у справу охорони природи
Перед російською та радянською заповідною справою у Г. А. Кожевникова дві найбільші заслуги — він творець заповідників і перший автор концепції абсолютної заповідності. У 1907—1908 рр. Г. О. Кожевніков побував у Німеччині та США, де аналізував екологічні можливості пам'яток природи та національних парків. Явним недоліком німецьких пам'яток природи, на думку Г. О. Кожевнікова, була їх маленька площа. Проте свої недоліки мали і величезні національні парки США, які в першу чергу створювалися «заради блага і насолоди нації», тобто мали комерційну мету. Тому вчений вказав третій, «російський» шлях у заповідній справі, запропонувавши створювати на великих малозмінених природних територіях для дотримання права дикої природи на існування і довготривалих наукових досліджень заповідники. Головним організаційним принципом заповідників був режим абсолютної заповідності (повної недоторканності).
Свою першу доповідь, присвячену цій темі «Про необхідність влаштування заповідних ділянок для охорони російської природи», він зробив в 1908 р. на проведеному в Москві Ювілейному Всеросійському акліматизаційному з'їзді. В ній були розроблені основні принципи недоторканності заповідників:
щоб мати можливість вивчати природу, ми повинні намагатися зберегти її в її первісної недоторканності у вигляді її найбільш типових формацій… Будь-які заходи, що порушують природні умови боротьби за існування, тут неприпустимі. Не треба нічого усувати, нічого додавати, нічого покращувати. Треба надати природу саму собі і спостерігати результати. Заповідні ділянки мають величезне наукове значення, а тому облаштування їх повинно бути перш за все справою державною
.
На цьому ж з'їзді він вперше в Росії підняв найважливіше етичне питання «про право первісної природи на існування», ставши одним із засновників етико-естетичного підходу у заповідній справі й охороні дикої природи в Росії.
Є такі питання, і часто дуже важливі, які прямо і безпосередньо не захоплюють наших життєвих інтересів і про яких в силу цього доводиться постійно нагадувати. До числа таких питань належить питання про право первісної природи на існування.
Через рік, на II Всеросійському з'їзді мисливців (де вчений був одним з організаторів з'їзду і співголовою), Кожевніков виступив з іншою програмною доповіддю — «Про заповідні ділянки». «Щодо фауни, — вказував він, — у них повинна бути абсолютно заборонена всяка стрілянина і ловля яких би то не було тварин». Більше того «навіть звичайне право наукового коллектування не повинно застосовуватися до цих ділянок так широко, як воно взагалі застосовується». «Стосовно флори необхідно скасувати прорубування просік, підчищення лісу, навіть сінокос і вже, звичайно, всякі посіви і посадки». Пізніше, в 1918 р., він додав ще одне, дуже істотне, — що така заповідна площа оголошується «недоторканною назавжди».
Режиму абсолютної заповідності в заповіднику, на думку Г. О. Кожевнікова, сприятимуть такі заходи:
- Досить велика площа дикої природи;
- Наявність навколо заповідника охоронної зони;
- Сувора охорона від людей;
- Заборона будь-якого господарського використання;
- Заборона будь-якого прямого і безпосереднього втручання в хід природних процесів і явищ;
- Оголошення недоторканного режиму назавжди.

У 1913 р. в статті «Монастирі та охорона природи» Г. О. Кожевніков писав: «Облаштування заповідника цілком узгоджується з самою ідеєю монастиря, для якого спілкування з незайманою, первісною природою дає чудовий ґрунт для споглядання і самозаглиблення», — підкресливши духовну, релігійну цінність заповідних об'єктів.
Г. А. Кожевников неодноразово вказував на значимість етичних моментів у природоохороні, на його думку, більш важливих, ніж економічні доводи:
… я підкреслював, що важливо підходити до питань охорони природи з широкої принципової точки зору, а не дивитися вузько утилітарно, і, зокрема, не зводити охорону природи до охорони дичини і облаштування мисливських заказників тощо Охороняти первісну дику природу заради неї самої, дивлячись на прикладні питання як на ті, що стоять на другому плані — ось основна ідея охорони природи по моїй доповіді. Двоє з представників зоологічної молоді, які цікавляться охороною природи та готові працювати на неї, виявили відкриту слабку позицію, мало змістовну ідеологію, почавши доводити, що проповідувати охорону природи можна тільки з утилітарної точки зору.
З моєї точки зору, останні пропозиції знаменують повний крах ідеї охорони природи. Всяке «господарство» по суті своїй в корені суперечить ідеї охорони природи. Людське господарство є знівечення природи. Тільки невтручання в життя природи робить природу науково цікавою. Якщо ми з цієї позиції зійдемо, то ми ніколи не здійснимо охорону природи в істинному розумінні цього слова.
Ще одну класичну статтю «Як вести наукову роботу в заповідниках», було опубліковано вченим в 1928 р. у легендарному[джерело?] журналі «Охрана природы».
«Плануючи науково-дослідну роботу у заповіднику, необхідно насамперед мати на увазі, що кінцевою метою цієї роботи є вивчення законів еволюції органічного світу», — писав Г. О. Кожевніков.
Головна заслуга Г. О. Кожевнікова як вченого і природоохоронця полягає в тому, що він сформулював імператив концепції абсолютної заповідності, який звучав таким чином: «Не треба нічого усувати, нічого додавати, нічого покращувати. Треба надати природу саму собій і спостерігати результати».
Природно, цей імператив вимагав розробки своєї нормативної бази (механізму реалізації), що було з успіхом реалізовано іншими класиками концепції абсолютної заповідності — О. М. Краснітським, С. О. Диренковим, Ф. Р. Штільмарком.